# 松村文次郎
松村 文次郎（まつむら ぶんじろう、1839年4月15日（天保10年3月2日） - 1913年（大正2年）9月23日）は、明治時代の政治家、実業家。自由民権運動家。衆議院議員（2期）。

## 経歴
越後国刈羽郡柏崎村（現新潟県柏崎市）の町年寄の家に生まれた。原修斎に学び漢学を修めた。町年寄を務め、その後、柏崎県に出仕し学区取締に就任。1879年（明治12年）新潟県会議員に当選し、初代議長となった。ほか自由民権を唱え、北辰自由党に加わった。実業家としては柏崎活版印刷社長などを歴任した。1889年（明治22年）鈴木昌司、西潟為蔵、山際七司らと越佐同盟会を結成し評議員に就任。1890年（明治23年）6月に県会議員を辞職し、同年7月の第1回衆議院議員総選挙では新潟県第6区から出馬し当選。つづく第2回総選挙でも当選した。第3回、第4回総選挙では落選し政界の第一線を退いた。
政治活動のため家産が傾き、1898年（明治31年）夏に財産を整理して東京市神田区神田に移り印刷業を始めたが、その後、経営不振のため廃業した。

## 親族
- 三女：イク（衆議院議員・佐野喜平太妻）[8]